# Übergangsstrahlung
Übergangsstrahlung ist elektromagnetische Strahlung, die entsteht, wenn ein geladenes, hochrelativistisches Teilchen beim Durchgang durch Materie die Grenzfläche zweier Medien mit unterschiedlichen Permittivitäten {\displaystyle \varepsilon } passiert. Die Energie dieser Strahlung liegt typischerweise zwischen 5 keV und 15 keV, also im Bereich des Röntgenspektrums.

## Erklärung
Zur Erklärung der Übergangsstrahlung können verschiedene Modelle herangezogen werden. Auch wenn die einzelnen Erklärungsansätze unterschiedlich sind, stehen sie nicht im Widerspruch zueinander.
Mit dem sog. "Spiegelladungsmodell" wird die Übergangsstrahlung dadurch erklärt, dass das geladene Teilchen im Medium der anderen Permittivität eine Spiegelladung erzeugt, die zusammen mit der sich nähernden Teilchenladung einen veränderlichen Dipol darstellt. Dieser veränderliche Dipol strahlt Photonen ab.
Eine zweite Sichtweise betrachtet die zeitlich veränderlichen Dipole, die das geladene Teilchen auf seinem Weg im jeweiligen Medium induziert. Alle diese zeitlich veränderlichen Dipole in einer Ebene senkrecht zur Bewegungsrichtung des geladenen Teilchens emittieren ihre Wellenzüge gleichzeitig. Aufgrund der Phasendifferenz der an unterschiedlichen Orten ausgesandten Wellenzüge liegt jedoch in der Regel destruktive Interferenz vor. Da die Wellenzüge längs der Bewegungsrichtung zeitlich versetzt emittiert werden, führt die resultierende Phasendifferenz dazu, dass nur in einem in Richtung der Teilchenbahn ausgerichteten Volumen an der Grenzfläche die Strahlung konstruktiv interferiert.
Eine andere Form der Erklärung stellt heraus, dass die emittierte Strahlung der Differenz zwischen den beiden Lösungen der (inhomogenen) Maxwell-Gleichungen für elektromagnetische Felder, jeweils betrachtet in einem der beiden Medien, entspricht. Anschaulich gesagt: Da das elektrische Feld des betrachteten Teilchens in den beiden Medien unterschiedlich ist, muss es beim Passieren der Grenzfläche diesen Unterschied "abschütteln".

## Eigenschaften
Die Intensität {\displaystyle I} der überwiegend in Vorwärtsrichtung emittierten elektromagnetischen Strahlung ergibt sich durch
{\displaystyle I={\frac {\gamma \,q^{2}\,(\omega _{1}-\omega _{2})^{2}}{3c}}}
mit dem Lorentz-Faktor {\textstyle \gamma ={\frac {E}{mc^{2}}}}, der Ladung {\displaystyle q} des Teilchens und den Plasmafrequenzen {\displaystyle \omega _{1}} und {\displaystyle \omega _{2}} der beiden Medien.
Die abgestrahlte Energie ist also direkt proportional zu {\displaystyle \gamma }. Das Maximum der Winkelverteilung liegt in Vorwärtsrichtung beim Emissionswinkel {\textstyle \theta ={\frac {1}{\gamma }}}. Aus Symmetriegründen gibt es jedoch keine Emission direkt in die Richtung der Teilchenbewegung.
Anders als der Tscherenkov-Effekt zeigt die Übergangsstrahlung kein Schwellenverhalten, sodass nach klassischer Rechnung auch für niedrige Teilchengeschwindigkeiten eine von null verschiedene Strahlungsintensität zu erwarten ist. Quantenmechanisch lässt sich das als eine sehr niedrige, aber von null verschiedene Photon-Emissionswahrscheinlichkeit interpretieren.

## Verwendung
Übergangsstrahlung wird in der Hochenergiephysik zur Detektion und Identifikation von hochenergetischen Teilchen (insbesondere von Elektronen und Hadronen) ab Energien von etwa 1 GeV in Übergangsstrahlungsdetektoren (engl. Transition Radiation Detector, kurz TRD) genutzt. Durch die Abhängigkeit der Strahlungsintensität vom Lorentz-Faktor {\displaystyle \gamma } lässt sich bei bekannter Teilchenmasse auf die Teilchenenergie rückschließen. Ist hingegen die Teilchenenergie bekannt, kann die Masse des Teilchens bestimmt und damit das Teilchen identifiziert werden.

## Historisches
Die Theorie der Übergangsstrahlung, wie sie 1946 von Ginsburg und Frank veröffentlicht wurde, erklärte die Lilienfeldstrahlung als eine Form der Übergangsstrahlung.